# Hayyim Habshush

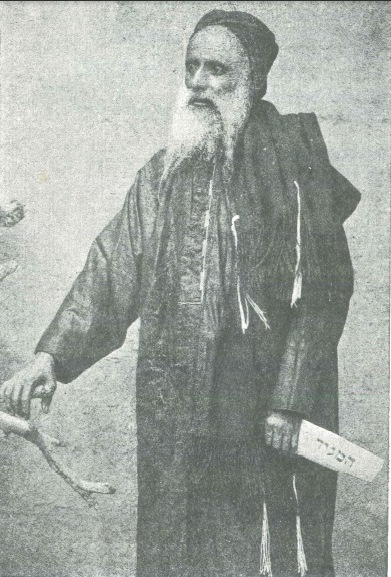
Porträt von Hayyim Habshush. Jemen, spätes 19. Jhd.

Hayyim Habshush, auch Hayim Hibshush bzw. Hayim ibn Yahya Habshush (nach DIN 31636 Ḥayyim Ḥabshush, hebräisch חיים חבשוש; geb. um 1833, gest. 1899), von Beruf Schmied, war im 19. Jahrhundert ein bekannter Historiograf. Er verfasste einen Reisebericht, der auch Angaben zur Geschichte des Judentums im Jemen enthält.

## Leben und Wirken
Habshush stammte aus der jemenitischen Hauptstadt Sana'a. 1870 führte er den französischen Orientalisten Joseph Halévy auf seiner Orientreise auch nach Ma'rib, Saba und Nadschran. Anschließend kopierte er im Auftrag von Eduard Glaser und weiteren Reisenden sabäische Inschriften und sammelte Bücher. 1893 begann er einen Bericht über seine Reisen mit Halévy zu schreiben, zunächst auf Hebräisch. Auf die Bitte von Glaser hin schrieb er eine Neufassung in seiner Muttersprache, in jemenitischem Judäo-Arabisch. Die Erstfassung zirkulierte in Jemen, Palästina und Österreich. In seinem Reisebericht geht es Habshush nicht nur darum, die Entdeckung des Jemen durch einen Europäer zu beschreiben, sondern auch seine eigene Herkunft zu erläutern. Habshush erwähnt, dass seine Familie zu den ältesten bekannten jüdischen Familien im Jemen zählt und schon vor der Ankunft des Islam dort ansässig war. Der ursprüngliche Name der Familie Ḥabshush lautete al-Futayḥi. Im Weiteren erwähnt Habshush den Ortsnamen Tilmas und beschreibt ihn als die Altstadt von Saʿda. Jahrhundertelang war die Forschung im Unklaren, wo dieser Ort zu finden sei, da er im Reisebericht von Benjamin von Tudela aus dem 12. Jahrhundert zusammen mit Tayma im heutigen Saudi-Arabien erwähnt wird. Habshushs Schriften gelten als eine der ersten Reaktionen eines „Eingeborenen“ auf das Phänomen, das heute als Orientalismus bekannt ist. Im 20. Jahrhundert wurde Habshushs Reisebericht von Shlomo Dov Goitein herausgegeben.
Hayyim Habshush gehörte im 19. Jahrhundert zu den ersten Vertretern einer Bewegung unter den jemenitischen Juden, die im Jahre 1912 unter Yihyah Qafih (1850–1931), dem Oberrabbiner von Sanaa, den Namen Dor de'a (hebr. „Generation des Wissens“) annahm und gegen den weit verbreiteten Aberglauben und Fatalismus gerichtet war.